# Marseilles 1:a arrondissement
Marseilles 1:a arrondissement, franska: 1er arrondissement de Marseille, är ett administrativt distrikt i den franska staden Marseille, som utgörs av innerstadens tätbefolkade centrala delar, öster om den gamla hamnen på båda sidor om den stora avenyn Canebière. Befolkningen var 38 972 invånare 2012. Tillsammans med 7:e arrondissementet utgör det 1:a sektorn, med en för de två arrondissementen gemensam stadsdelsförvaltning, samt gemensam borgmästare och stadsdelsfullmäktige.
Arrondissementet underindelas i sex quartiers, administrativa stadsdelar: Belsunce, Le Chapitre, Noailles, Opéra, Saint-Charles och Thiers.